# Lâm Quang Mỹ
Lâm Quang Mỹ
(1944 – 26 tháng 7 năm 2023), là một nhà thơ người Ba Lan gốc Việt. Anh học ngành điện tử tại Đại học Công nghệ Gdańsk. trước khi về làm việc cho Trung tâm Nghiên cứu Khoa học và Công nghệ Hà Nội. Ông trở lại Ba Lan vào năm 1989, nơi ông đã hoàn thành bằng Tiến sĩ Vật lý tại Viện Vật lý của Viện Hàn lâm Khoa học Ba Lan.

## Lý lịch
- Sinh tại Phúc Thọ, Nghi Lộc, Nghệ An
- Tiến sĩ Vật lí Viện Hàn lâm Khoa học Ba Lan.
- Nhà thơ, dịch giả.
- Hội viên Hội Nhà văn Việt Nam.
- Hội viên Hội Nhà Văn Ba Lan.
- Ủy viên Hội đồng Chung khảo Thơ Trẻ Ba Lan  dưới 40 tuổi.
- Công đân Danh dự vùng Krasne, quê hương Đại Thi hào Ba Lan Zygmunt Krasinski.
- Hiện sống và làm việc tại Warszawa, Ba Lan.

Tác phẩm văn học chính:
-      Tiếng vọng – Echo (thơ, in song ngữ Việt Nam - Ba Lan, nhà xuất bản Oficyjna, Warszawa Ba Lan, 2004).
-      Đợi (thơ, nhà xuất bản Văn hóa Thông tin, Hà-nội, 2005).
-      Zatoulana Pisen (thơ tiếng Tiệp do nhà thơ, dịch giả  Vera Kopecka dịch, nhà      
o   xuất bản Bromov, Czech, 2008).
-      Chiều rơi trên sóng – Evening descends on waves (thơ, song ngữ Việt – Anh,  do các nhà thơ, dich giả Thiếu Khanh, Anita và Andrew Fincham dịch, nhà xuất bản Hội Nhà Văn, Hà Nội, 2010).
-      Tuyển tập Thơ Việt Nam từ thế kỉ thứ 11 đến thế kỉ 19 (bằng tiếng Ba Lan, LQM dịch, nhà thơ Ba Lan Pavel Kubiak hiệu đính, nhà xuất bản IBIS, 2010).
-      Przemija życie... - Life passes on... (thơ, song ngữ Ba Lan – Anh, nhà xuất bản Temat, Ba Lan, 2013).
-      Tuyển tập Thơ Việt Nam từ 1932 đến 1941 (bằng tiếng Ba Lan, LQM dịch, Pavel Kubiak hiệu đính, nhà xuất bản Temat, Ba Lan, 2015).
-      Tháng  ngày...- Et la Vie S'en va... (Thơ, song ngữ Việt – Pháp, do nhà thơ, dịch giả Athanase Vantchev de Thracy dịch, nhà xuất bản Institut Culturel de Solenzara Paris, 2016) .
-      Fourth Dimension (Chiều thứ bốn), (nhà xuất bản Xlibris Hoa kỳ, 2017).
-      Thơ LQM song ngữ  Việt - Đức  xuất bản tại Đức tháng 8 – 2019.
-      Thơ LQM  đã được dich ra tiếng Ấn Độ và xuất bản tại Ấn Độ (Kalkuta) tháng 11- 2019.
-      Thơ LQM cũng đã được in rất nhiều trên các báo, các tạp chí văn học và các Tuyển tập Thơ của nhiều nước trên thế giới.
Giải thưởng Văn học:
-      Thơ hay về Mùa Thu do Hội Nhà Văn Ba Lan trao năm 2004.
-      Hai Giải thưởng về Thơ và những hoạt động Văn học của Những Ngày Thơ UNESCO Ba Lan trao tặng năm 2006 và  2016.
-      Hai giải nhất (của ban Giám khảo và của công chúng) cuộc thi Marathon Thơ trong "Liên hoan thơ lần thứ năm Các nước có chung biên giới với Ba Lan" tại thành phố Rzeszow, 6-2008.
-      Hai "Cành Nguyệt quế  Lớn" về thơ và dịch thơ tại Liên hoan Văn học Quốc tế Galicja Ba Lan năm 2009 và 2011.
-      Kỉ niệm chương "Vì Sự nghiệp Văn học Nghệ thuật Việt Nam" do Hội Liên hiệp Văn học Nghệ thuật Việt Nam trao tặng tháng 2 năm 2010.
-      Giải thưởng Văn học mang tên Klemens Janicki về toàn bộ sáng tác văn học và sự đóng góp vào nền Văn hoá châu Âu, năm 2013.
-      Huân chương Danh dự về sự đóng góp cho nền Văn hoá Ba Lan do Bộ Văn hoá và Di sản Quốc Gia Ba Lan trao tặng năm 2013.
-      Huy chương "Hy vọng" (Medal SPES) do Quỹ Phát triển Văn Hoá và Xã Hội Ba Lan trao tặng năm 2016.
-      Phần thưởng Chiếc Nhẫn Vàng về Thơ và những hoạt động Văn hoá của Những Ngày Thơ  UNESCO Ba Lan trao tặng năm 2016
-      Giải thưởng Đặc biệt Danh Dự do Chi Hội Nhà Văn Ba Lan thành phố Kielce trao tặng tháng 10-2019

## Giới thiệu tác phẩm
Tôi và thơ tôi:
Đôi khi thơ tôi
như những sợi gió mỏng manh
còn sót lại sau từng cơn bão
vẫn gợi lên cảnh hoang tàn đổ nát.
Đôi khi thơ tôi
như đứa trẻ thơ
hồn nhiên vừa đi vừa hát
thấy của rơi bên đường không dám nhặt.
Còn tôi như chiếc lá khô cuối thu
gió đưa lạc về lối cũ
không biết buồn hay vui...